# Дуніново
Дуніново (пол. Duninowo) — село в Польщі, у гміні Устка Слупського повіту Поморського воєводства.
Населення — 533 особи (2011).
У 1975-1998 роках село належало до Слупського воєводства.

## Демографія
Демографічна структура станом на 31 березня 2011 року:
|          | Загалом | Допрацездатний вік | Працездатний вік | Постпрацездатний вік |
| -------- | ------- | ------------------ | ---------------- | -------------------- |
| Чоловіки | 267     | 68                 | 177              | 22                   |
| Жінки    | 266     | 58                 | 158              | 50                   |
| Разом    | 533     | 126                | 335              | 72                   |